# Major League Rugby
La Major League Rugby (en français : Ligue majeure de rugby) est une compétition annuelle de rugby à XV mettant aux prises huit franchises professionnelles des États-Unis. Créée fin 2017, la saison inaugurale a lieu en 2018.
Il s'agit de la première compétition professionnelle de rugby à XV en Amérique depuis la fin de PRO Rugby.

## Histoire

### Premières saisons
Le 13 février 2017, le site Americas Rugby News annonce la création d'un championnat professionnel en Amérique du Nord ; neuf villes et régions sont tout d'abord identifiées pour accueillir les premières franchises : Austin, Chicago, Dallas, Glendale, Houston, Kansas City, La Nouvelle-Orléans, l'Utah et Seattle.
Les sept équipes destinées à inaugurer la Major League Rugby sont progressivement officialisées : Austin Elite, Glendale Raptors, New Orleans Gold, Houston SaberCats, San Diego Legion, Seattle Seawolves et Utah Warriors. La première édition se déroule entre les mois d'avril et juillet 2018.
Alors que la première saison n'est pas encore ouverte, plusieurs villes potentielles sont identifiées dans le cadre de la future expansion de la ligue : New York, Dallas et Toronto. Les équipes de Rugby United New York et des Arrows de Toronto rejoignent ainsi la ligue en 2019, suivis par Old Glory DC, les Free Jacks de la Nouvelle-Angleterre et Rugby ATL en 2020,.
En conséquence de la pandémie de Covid-19 aux États-Unis, la ligue décide de suspendre la saison 2020 pendant trente jours avant de prendre la décision d'annuler le reste de la compétition sept jours plus tard. Par ailleurs, la franchise des Raptors du Colorado choisit de ne plus faire partie de la Major League Rugby à compter du 2 mai.

### Deuxième vague d'expansions et multiples abandons
L'expansion aux villes de Dallas et de Los Angeles est planifiée pour la saison 2021. Les franchises des Giltinis de Los Angeles et des Jackals de Dallas sont officiellement dévoilées les 28 mai et 5 juin 2020. Avec l'entrée de ces deux équipes et le départ des Raptors, la saison 2021 doit donc se disputer entre treize équipes ; le format des phases finales est quant à lui modifié et divisé entre les deux conférences, le vainqueur de chacune d'entre elles accédant à la finale du championnat,. Plusieurs ajustements sont néanmoins effectués afin d'assurer la tenue de la compétition. À deux mois de la reprise, l'entrée effective des Jackals est repoussée à la saison 2022, en accord avec les instances de la MLR. La franchise de la Legion de San Diego annonce quant à elle une relocalisation temporaire à Las Vegas de ses rencontres à domicile, étant donné l'évolution sanitaire en Californie du Sud, tandis que les Arrows de Toronto quittent à titre temporaire le Canada afin de partager les installations sportives de Rugby ATL, étant donné la fermeture de la frontière canadienne dans le cas de voyages « non essentiels ».
L'entrée en compétition des Jackals de Dallas est confirmée quelques mois avant l'ouverture de la saison 2022. Durant cette même saison, alors que des irrégularités financières sont suspectées concernant le plafond salarial autorisé au sein des Gilgronis d'Austin, l'équipe est disqualifiée par les instances de la Ligue, ces dernières déclarant qu'elles se sont vues refuser la possibilité de mener une enquête. Les Giltinis de Los Angeles, l'autre franchise de la ligue également entre les mains de Adam Gilchrist, connaîtront le même sort quelques jours plus tard. La participation des deux franchises n'est pas reconduite pour la saison suivante, tandis que la ligue s'implante à Chicago, avec l'équipe des Hounds.
Début 2023, la ligue officialise la création des Sharks de Miami qui intègreront la compétition à compter de la saison 2024 ; le projet est porté par des investisseurs argentins. Par ailleurs, cette édition 2024 est également marquée par la relocalisation de la franchise d'Atlanta vers Los Angeles, à la suite d'un changement d'investisseurs,. Durant la même intersaison, les franchises de Toronto et New York déclarent un forfait général à la suite de problèmes financiers. Fin décembre 2023, la nouvelle identité de la franchise d'Atlanta relocalisée à Los Angeles est officialisée  sous le nom de Rugby Football Club Los Angeles. Puis contre toute attente, à deux mois du coup d'envoi de la saison, la ligue intègre une douzième équipe : le Anthem Rugby Carolina, fruit d'un partenariat entre la MLR, la fédération américaine et World Rugby.
En amont de la saison 2025, les Jackals de Dallas perdent un investisseur majeur et se retirent de la MLR.
Le 30 juillet 2025, plusieurs changements majeurs interviennent : le Gold de La Nouvelle-Orléans se retire en vue de la saison 2026 tandis que les deux franchises californiennes annoncent leur fusion en une seule entité, la Legion de Californie,. Une semaine plus tard, les Sharks de Miami déclarent également forfait. La franchises de l'Utah fait quant à elle face à des difficultés financières.

## Liste des équipes

### Équipes actuelles
| Équipe                               | Ville                                                               | Stade                                                                         | Début en MLR |
| ------------------------------------ | ------------------------------------------------------------------- | ----------------------------------------------------------------------------- | ------------ |
| Seawolves de Seattle                 | Tukwila (Washington)                                                | Starfire Sports                                                               | 2018         |
| SaberCats de Houston                 | Houston (Texas)                                                     | SaberCats Stadium                                                             | 2018         |
| Warriors de l'Utah                   | Herriman (Utah)                                                     | Zions Bank Stadium                                                            | 2019         |
| Free Jacks de la Nouvelle-Angleterre | Quincy (Massachusetts)                                              | Veterans Memorial Stadium                                                     | 2020         |
| Old Glory DC                         | Germantown (Maryland)                                               | Maryland SoccerPlex                                                           | 2020         |
| Hounds de Chicago                    | Chicago (Illinois)                                                  | SeatGeek Stadium                                                              | 2023         |
| Anthem Rugby Carolina                | Charlotte (Caroline du Nord)                                        | American Legion Memorial Stadium                                              | 2024         |
| Legion de Californie                 | Los Angeles (Californie) San Diego (Californie) Irvine (Californie) | Wallis Annenberg Stadium (en) Torero Stadium Championship Soccer Stadium (en) | 2026         |

| \| SaberCats Warriors Legion Seawolves Hounds Old Glory Free Jacks Anthem \| Localisation des clubs de la Major League Rugby. |
| SaberCats Warriors Legion Seawolves Hounds Old Glory Free Jacks Anthem                                                        |

### Anciennes équipes
| Équipe                          | Ville                     | Stade                         | Début et fin en MLR |
| ------------------------------- | ------------------------- | ----------------------------- | ------------------- |
| Raptors du Colorado             | Glendale (Californie)     | Infinity Park                 | 2018 - 2020         |
| Gilgronis d'Austin              | Austin (Texas)            | Bold Stadium                  | 2018 - 2022         |
| Giltinis de Los Angeles         | Los Angeles (Californie)  | Los Angeles Memorial Coliseum | 2021 - 2022         |
| Arrows de Toronto               | Toronto (Ontario)         | York Lions Stadium            | 2019 - 2023         |
| Rugby New York                  | New York                  | -                             | 2019 - 2023         |
| Rugby ATL                       | Atlanta (Géorgie)         | -                             | 2018 - 2023         |
| Jackals de Dallas               | Arlington (Texas)         | Choctaw Stadium               | 2021 - 2024         |
| Gold de La Nouvelle-Orléans     | Metairie (Louisiane)      | The Gold Mine on Airline      | 2018 - 2025         |
| Rugby Football Club Los Angeles | Carson (Californie)       | Dignity Health Sports Park    | 2024 - 2025         |
| Legion de San Diego             | San Diego (Californie)    | Torero Stadium                | 2018 - 2025         |
| Sharks de Miami                 | Fort Lauderdale (Floride) | Autonation Sports Field       | 2024 - 2025         |

## Palmarès
| Saison | Vainqueur                                                                  | Score                                                                      | Finaliste                                                                  | Stade                                                                      |
| ------ | -------------------------------------------------------------------------- | -------------------------------------------------------------------------- | -------------------------------------------------------------------------- | -------------------------------------------------------------------------- |
| 2018   | Seawolves de Seattle                                                       | 23 - 19                                                                    | Raptors de Glendale                                                        | Torero Stadium, San Diego                                                  |
| 2019   | Seawolves de Seattle                                                       | 26 - 23                                                                    | Legion de San Diego                                                        | Torero Stadium, San Diego                                                  |
| 2020   | Fin de saison annulée en raison de la pandémie de Covid-19 aux États-Unis. | Fin de saison annulée en raison de la pandémie de Covid-19 aux États-Unis. | Fin de saison annulée en raison de la pandémie de Covid-19 aux États-Unis. | Fin de saison annulée en raison de la pandémie de Covid-19 aux États-Unis. |
| 2021   | Giltinis de Los Angeles                                                    | 31 - 17                                                                    | Rugby ATL                                                                  | Los Angeles Memorial Coliseum, Los Angeles                                 |
| 2022   | Rugby New York                                                             | 30 - 15                                                                    | Seawolves de Seattle                                                       | Red Bull Arena, Harrison                                                   |
| 2023   | Free Jacks de la Nouvelle-Angleterre                                       | 25 - 24                                                                    | Legion de San Diego                                                        | SeatGeek Stadium, Chicago                                                  |
| 2024   | Free Jacks de la Nouvelle-Angleterre                                       | 20 - 11                                                                    | Seawolves de Seattle                                                       | Snapdragon Stadium, San Diego                                              |
| 2025   | Free Jacks de la Nouvelle-Angleterre                                       | 28 - 22                                                                    | Houston Sabercats                                                          | Centreville Bank Stadium, Pawtucket                                        |